# TBS頻道
TBS頻道（日语：TBSチャンネル，ティービーエスチャンネル）是日本TBS電視台運營的CS衛星電視頻道。現在TBS頻道包括兩個頻道，TBS頻道1播出最新電視劇、音樂、電影節目。TBS頻道2播出過去電視劇、體育、動畫節目。TBS是核心局中最晚開設CS衛星電視頻道的電視台。

## 外部連結
- TBSチャンネル （页面存档备份，存于）
- TBS頻道的X（前Twitter）
- TBS頻道的Facebook專頁
- YouTube上的CS TBSチャンネル頻道